# 馬里烏波爾州立重症監護醫院
马里乌波尔州立重症监护医院（烏克蘭語：Обласна лікарня інтенсивного лікування м. Маріуполь），舊稱日丹諾夫第二醫院、馬里烏波爾第二醫院，是烏克蘭東部港口城市馬里烏波爾的醫療中心，為頓內茨克州最大的醫院，共有550個床位。

## 歷史
1980年日丹諾夫第二醫院成立。2016年12月22日頓內茨克州政府將此醫院升格為地區醫院，並改名為马里乌波尔地区重症监护医院。2019年醫院持續升級設備、整修急診室與擴建磁振造影室，因應頓內茨克州的醫療改革政策，醫院重組轉型為非營利事業體。
2022年俄羅斯入侵烏克蘭期間，俄軍進攻馬里烏波爾時包圍了此醫院，將院內包括周圍居民、病人與醫護人員在內約400人圍困其中。醫院的主大樓已因俄軍轟炸而嚴重受損，醫護人員仍在地下室的臨時病房中救治傷患。

## 分部
马里乌波尔地区重症监护医院共有23個部門：
- 急診
- 第一外科（一般外科、消化道出血）
- 第二外科（敗血化膿、直腸病學）
- 创伤学（含關節置換中心）
- 神經外科
- 泌尿外科
- 婦科
- 耳鼻喉科
- 眼科微手術科
- 治療科（胸腔醫學、腎臟科、毒理学）
- 神經內科（含神經血管中心）
- 心臟科
- 胃腸科
- 麻醉科
- 第一加護病房
- 第二加護病房
- 第三加護病房（高壓氧治療）
- 物理治療
- 緊急內視手術（內視鏡檢、上消化道内视镜、大腸鏡檢查、支气管镜检查)
- 放射診斷科（X射线、乳房攝影術、计算机体层成像、磁共振成像）
- 功能診斷科（超聲波、腦電圖）
- 病理科
- 中央消毒部門